# Кручек, Владислав
Влади́слав Кру́чек (пол. Władysław Kruczek; 27 апреля 1910, Жешув — 5 ноября 2003, Варшава) — польский политический и государственный деятель, член политбюро ЦК ПОРП в 1968—1980. Представитель ортодоксально-догматического направления в партии.

## Подполье и война
Родился в семье железнодорожного рабочего, брат генерала бригады Войска Польского Станислава Кручека (1924–2013). В 19-летнем возрасте вступил в молодёжную коммунистическую организацию, в 1933 году вступил в компартию Польши. Неоднократно арестовывался за подпольную коммунистическую деятельность, в 1935 году был осуждён на 3,5 года тюрьмы.
После начала войны оказался на территории, занятой советскими войсками. В 1939–1941 годах находился в СССР, был активистом МОПР. В 1941 поступил на службу в Красную Армию, участвовал в Великой Отечественной войне. Попал в плен, бежал, добрался до Жешува, с 1942 года действовал в подполье, был одним из организаторов Польской рабочей партии и Гвардии Людовой. В том же 1942 был арестован и до 1945 находился концлагерях Освенцим, Ораниенбург, Заксенхаузен ( в особом штрафном блоке № 13).

## Партийная карьера
С 1942 член ППР, с 1948 — ПОРП. После войны сделал быструю карьеру в партийном аппарате. Работал в Жешувском воеводском комитете партии  В 1945–1947 возглавлял организационный отдел воеводской организации ППР. Организовывал в Жешуве фальсификации парламентских выборов 19 января 1947 в пользу коммунистов.
Был секретарём воеводского комитета ПОРП в Жешуве (с 1947), Познани (1951–1952), Быдгоще (1952–1956). В 1951 году окончил Высшую партийную школу при ЦК ПОРП.  С 1953 кандидат в члены, в 1954–1981 – член ЦК ПОРП. В 1956–1971 вновь возглавлял партийную организацию Жешува. Много сделал для промышленного развития региона, пользовался среди населения определённой популярностью.
С 1961 до 1985 был депутатом Cейма Польши (III–VIII созывы). 
Во внутрипартийных конфликтах поддерживал национал-коммунистические круги, в 1950-х принадлежал к консервативной фракции «натолинцев», впоследствии ориентировался на Мечислава Мочара. Стоял на позициях ортодоксального сталинизма. Отличался жёстким антисемитизмом. На этой почве конфликтовал с более умеренными руководителями ПОРП, особенно с Мечиславом Раковским.
В 1968 был одним из организаторов антисемитской кампании ПОРП. На волне тех событий поднялся в высшее партийное руководство, в ноябре 1968 вошёл в состав политбюро ЦК ПОРП. В 1969 вместе с министром внутренних дел Казимежем Свиталой курировал учения ЗОМО.
В 1971–1981 годах член президиума Национального комитета Фронта единства народа. В 1971–1980 годах был председателем Центрального совета профсоюзов ПНР. В феврале 1980, за полгода до массовых забастовок, ушёл с этого поста. В 1980–1981 годах был председателем Центрального комитета партийного контроля ПОРП. Многолетний член руководства ветеранского Союза борцов за свободу и демократию.
В 1972–1980 годах был заместителем председателя Госсовета, в 1980–1982 входил в его состав в качестве рядового члена.

## Уход из руководства
В августе 1980 выступил за силовое подавление забастовочного движения. Уже 26 августа он предлагал ввести чрезвычайное положение для защиты существующей власти. Поскольку партия в тот момент не была готова к жёсткой конфронтации, на VII пленуме ЦК ПОРП 3 декабря 1980 он был выведен из политбюро. 
При этом он до 1982 являлся членом Госсовета ПНР. Принадлежал к «партийному бетону», занимал жёстко конфронтационную позицию в отношении «Солидарности».
В ночь на 13 декабря 1981 как член Госсовета был одним из подписавших декрет о введении военного положения в стране.

## Последние годы. Память в Жешуве
В 1983 был избран в Национальный совет Общества польско-советской дружбы. Имел ряд государственных и военных наград ПНР и СССР.
Последние двадцать лет вёл жизнь частного лица. В политических процессах конца ПНР и начала Третьей Речи Посполитой участия не принимал. В нескольких интервью подчёркивал неизменность своих коммунистических взглядов. Скончался в возрасте 93 лет.
В 2007 году жешувский активист Союза демократических левых сил Конрад Фиджолек предложил назвать одну из городских улиц его именем. В январе 2008 городской совет Жешува утвердил это решение. Институт национальной памяти обратился в прокуратуру в связи с нарушением закона, запрещающего в Польше пропаганду нацизма, фашизма и коммунизма. Хотя ни прокуратура, ни воевода Подкарпатского воеводства не нашли оснований изменить решение, название улицы было удалено постановлением горсовета в том же году.

## Личностные черты
В партийной среде обладал репутацией человека крайне недалёкого. Его идеологизированность и доверие к партийной пропаганде приводили к странным высказываниям и поступкам. Известно, что отправляясь в Италию в составе официальной делегации ПНР, он взял с собой 2 килограмма охотничьих колбасок, поскольку был уверен, что в капиталистической стране царят голод и нищета.